# Города на Сомме
Города на Сомме (фр. Villes de la Somme) — название, данное в XV веке группе городов в Пикардии (большей частью на реке Сомма), которые на протяжении 60 лет неоднократно меняли своего сюзерена. Борьба за города на Сомме стала важной частью политического и военного противостояния королей Франции и их вассалов — герцогов Бургундских.

## Список городов
На Сомме (вверх по течению):
- Ле-Кротуа (фр. Le Crotoy)
- Сен-Валери (фр. Saint-Valery-sur-Somme)
- Абвиль (фр. Abbeville)
- Пикиньи (фр. Picquigny)
- Амьен (фр. Amiens)
- Корби (фр. Corbie)
- Перон (фр. Péronne)
- Сен-Кантен (фр. Saint-Quentin)

К югу от реки:
- Мондидье (фр. Montdidier)
- Руа (фр. Roye)

К северу от реки:
- Арлё (фр. Arleux)
- Дуллан (фр. Doullens)
- Кревкёр-сюр-л’Эско (фр. Crèvecœur-sur-l'Escaut)
- Монтрёй-сюр-Мер (фр. Montreuil-sur-Mer)
- Мортань-дю-Нор (фр. Mortagne-du-Nord)
- Рю (фр. Rue)
- Сен-Рикье (фр. Saint-Riquier)

## История

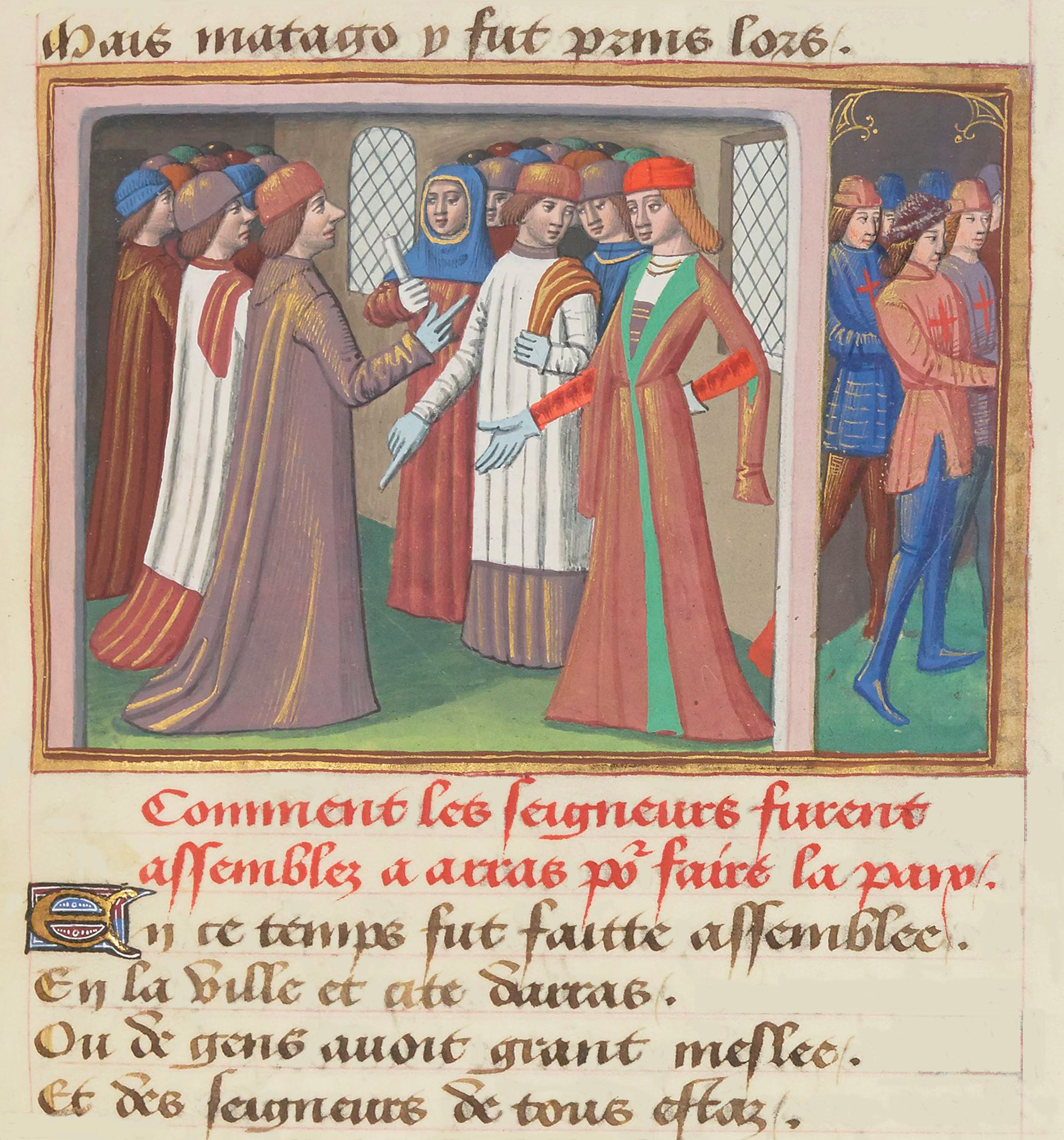
Конференция в Аррасе (1435). Миниатюра из «Вигилий на смерть короля Карла VII» (1484)

В 1418 году, когда к власти во Франции в очередной раз пришла бургундская партия, города Перон, Руа и Мондидье были переданы герцогу Бургундскому Филиппу Доброму как обеспечение приданого его невесты, дочери Карла VI Мишель Французской. После смерти жены (1422) Филипп не вернул города и получил подтверждение своих прав на них от Генриха VI.
Гражданская война арманьяков и бургиньонов тянулась с конца 1400-х годов, и спустя 25 лет начались мирные переговоры между лидерами обеих партий. Итоговое соглашение было заключено в 1435 году в Аррасе. По условиям Аррасского договора герцог Бургундский сохранил Мондидье, Руа и Перон и получил от Карла VII другие города «долины Соммы и на оной» (частично входившие в графство Понтье, отвоёванное арманьяками у англичан в 1430 году и переданное в королевский домен). Мир позволил герцогу Бургундскому расширить свои владения, а королю Франции — победой завершить войну с Англией и изгнать врагов из страны.
В 1463 году сын Карла VII Людовик XI выкупил города на Сомме за 400 000 экю, воспользовавшись правом, которое давал ему один из пунктов Аррасского договора. По свидетельству Филиппа де Коммина, это вызвало сильное недовольство наследника Филиппа Доброго графа де Шароле, в будущем герцога Карла Смелого:

…король почти потерял надежду выкупить города в верховьях Соммы — Амьен, Абвиль, Сен-Кантен и другие, переданные королем Карлом VII герцогу Филиппу Бургундскому по Аррасскому договору с условием, что герцог и его наследники мужского пола будут владеть ими, пока король не выкупит их за 400 тысяч экю. Однако герцог, состарившись и препоручив ведение всех своих дел двум братьям — монсеньору де Круа и монсеньору де Шиме, а также другим представителям их дома, принял выкуп от короля и вернул ему названные города. Граф Шароле, его сын, был этим крайне возмущен, поскольку это были земли, лежавшие на границах их владений, и вместе с ними терялось большое число подданных — добрых вояк. Он обвинил в этой сделке членов семейства Круа, и, когда его отец, герцог Филипп, совсем одряхлел, а дожидаться этого пришлось недолго, он изгнал их из земель отца, лишив всех должностей и имуществ.
— Филипп де Коммин, «Мемуары» (1489–98)

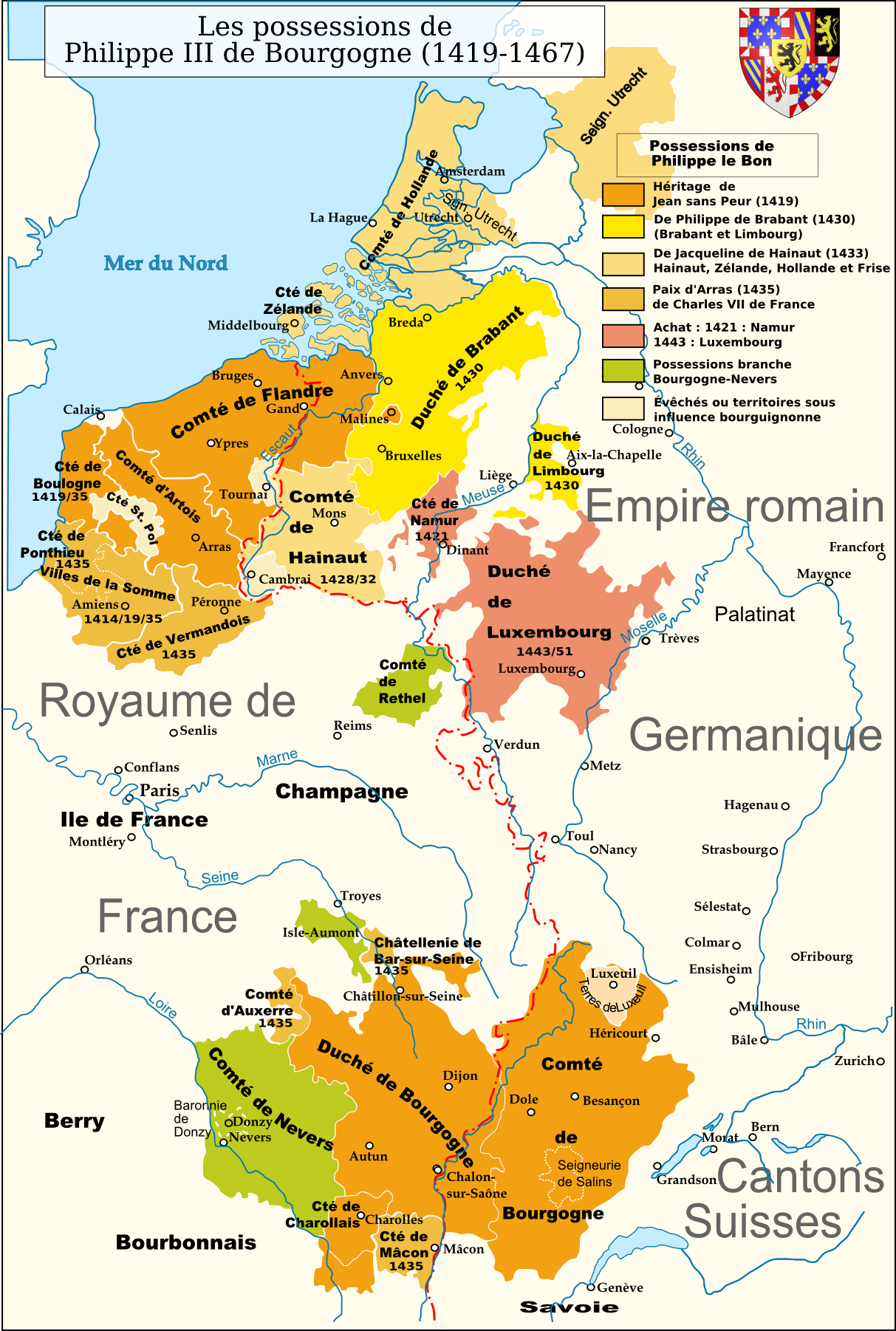
Границы бургундского государства при Филиппе Добром (1419–67). Города на Сомме — на западе владений герцога

Чтобы вернуть утраченные города, граф де Шароле ввязался в войну Лиги общественного блага на стороне мятежных принцев и вместе с бургундскими войсками участвовал в битве при Монлери (16 июля 1465), закончившейся с неопределённым исходом. Тем не менее, королевские войска отступили в Париж, а Конфланский договор (5 октября 1465) благоприятствовал членам Лиги: так, Карл Смелый получил обратно города на Сомме, которые король мог выкупить только после смерти Карла.
Людовик XI подтвердил условия мира в Конфлане Пероннским договором (1468), но уже в 1471 году возобновил военные действия против Бургундии. Коннетабль Луи де Люксембург принудил к сдаче Сен-Кантен, а Антуан де Шабанн овладел Руа и Амьеном; пали и другие города в Пикардии. Часть из них Карл Смелый отвоевал в следующем году, ещё часть получил обратно согласно перемирию. Солёврский мирный договор (1475) между королём и герцогом закрепил довоенный статус кво в отношении городов на Сомме.
5 января 1477 года Карл Смелый погиб в битве со швейцарцами, оставив наследницей своего герцогства 20-летнюю дочь Марию. Сразу же началась война за бургундское наследство между королём Франции, с одной стороны, и сторонниками Марии Бургундской и императором Священной Римской империи Фридрихом III, с другой. Новый Аррасский договор (1482) отдавал города на Сомме, которые французы заняли в самом начале войны, Людовику XI.

## Дальнейшая судьба
По условиям Дамского мира (1529) между Франциском I и Карлом V император (внук Марии Бургундской) окончательно отказался от претензий Габсбургов на города в Пикардии, в то время как Франциск отступился от лежащего к северу графства Артуа. В 1659 году Людовик XIV присоединил Артуа к Франции, и города на Сомме потеряли статус приграничных территорий. Сейчас они находятся в составе региона О-де-Франс, департаменты Сомма, Нор, Эна и Па-де-Кале.

## Отражение в искусстве
В романе Вальтера Скотта «Квентин Дорвард» (1823) Людовик XI и Карл Смелый на свидании в Пероне обсуждают, среди прочего, и судьбу городов на Сомме:

— Конечно, любезный кузен, я вполне с вами согласен, — ответил Людовик, — тем более что я не менее вас заинтересован в доброй славе этого маленького города, ибо Перонна, как вам известно, принадлежит к числу тех городов по реке Сомме, которые были отданы моим отцом вашему блаженной памяти покойному родителю в залог взятой им взаймы суммы денег и, следовательно, могут быть выкуплены. И, говоря откровенно, я, как, исправный должник, желающий покончить со всякого рода обязательствами, отправляясь сюда, захватил с собой несколько мулов, нагруженных серебром. Полагаю, что этих денег будет достаточно на содержание по крайней мере в течение трех лет даже вашего поистине королевского двора.
— Я не возьму ни гроша из этих денег! — отрезал герцог, закручивая усы. — Срок выкупа давно истек, ваше величество; да, в сущности, и на право выкупа ни одна из сторон никогда не смотрела серьезно, так как уступка этих городов была единственным вознаграждением моему отцу от Франции за то, что в счастливую для вашего дома минуту он согласился не вспоминать об убийстве моего деда и променять союз с Англией на союз с вашим отцом. Клянусь святым Георгием, не случись этого, ваше величество не только бы не владели городами на Сомме, но, пожалуй, не удержали бы за собой даже городов за Луарой! Нет, я не уступлю из них ни одного камня, даже если бы мог продать каждый на вес золота!..
— Прекрасно, любезный кузен, — ответил король своим прежним мягким и невозмутимым тоном… — Я вижу, вы такой друг Франции, что не хотите расстаться даже с тем, что ей принадлежит.
— Вальтер Скотт, «Квентин Дорвард» (1823)

## Комментарии
1. ↑  К началу XV века Пикардия представляла собой развитый сельскохозяйственный регион с богатыми центрами производства сукна (Амьен, Корби и т. д.). Кроме того, укреплённые города на Сомме, находившиеся в 80 милях к северу от Парижа у границы Бургундских Нидерландов, имели важное оборонительное значение для Франции. Себастьян Мюнстер в «Космографии» называет некоторые из них (например, Перон и Руа) «ключами королевства» (фр. clef du Royaume, перевод Франсуа де Бельфоре).
2. ↑  Герцоги Бургундские держали часть фьефов от короля Франции (Артуа, Фландрия, Бургундское герцогство)  и часть — от империи (Эно, Брабант, Франш-Конте). Людовик XI намеревался завладеть не только французскими территориями, но и теми, что признавали верховную власть императора.
3. ↑  По Аррасскому договору 1482 года отошло к Франции, по Санлисскому договору (1493) Карл VIII передавал Артуа и Франш-Конте Максимилиану Габсбургу.